# Purpura (lékařství)

Purpura

Purpura (petechie) je mnohočetné tečkovité krvácení do kůže, sliznic či vnitřních orgánů, je projevem různých chorob a krvácivých stavů. Purpura na rozdíl od vyrážky (exantému) nezbělá při zmáčnutí.
Purpura má v Mezinárodní klasifikaci nemocí označení D69 a provází následující onemocnění:
- alergická purpura (anafylaktoidní)
- Henochova–Schönleinova purpura
- hemoragická purpura
- idiopatická purpura
- vaskulární purpura
- alergická vaskulitida (Vasculitis alergica)
- stařecká purpura

Onemocnění způsobené kvalitativními poruchami krevních destiček (trombocytů):
- Bernardův–Soulierův syndrom (syndrom obrovských destiček)
- Glanzmannova nemoc
- Syndrom šedých destiček
- Trombastenie (hemoragická)(dědičná)
- Trombocytopatie

Onemocnění způsobené kvantitativními poruchami trombocytů:
- Idiopatická trombocytopenická purpura
- Evansův syndrom
- primární či sekundární trombocytopenie

- benigní hypergamaglobulinemická purpura (D89.0)
- kryoglobulinemická purpura (D89.1)
- esenciální (hemoragická) trombocytemie (D47.3)
- purpura fulminans (D65)
- trombotická trombocytopenická purpura (M31.1)[2]